# Agrostis densiflora
Agrostis densiflora är en gräsart som beskrevs av George Vasey. Agrostis densiflora ingår i släktet ven, och familjen gräs.
Artens utbredningsområde är Kalifornien. Inga underarter finns listade i Catalogue of Life.